# Staatliche Fachoberschule und Berufsoberschule Augsburg
Die Staatliche Fachoberschule und Berufsoberschule Augsburg ist eine Schule der beruflichen Oberstufe im Augsburger Stadtteil Hochfeld und hatte im Schuljahr 2020/2021 etwa 1100 Schüler. 2011 war sie die größte Schule der Stadt.

## Ausbildungsrichtungen
Beide Schulen bieten die Ausbildungsrichtungen „Sozialwesen“, „Wirtschaft und Verwaltung“ und „Internationale Wirtschaft“ an und die Fachoberschule darüber hinaus die Zweige „Gestaltung“ und „Technik“.

## Geschichte
Augsburg wurde 1970 einer der ersten Standorte für die neu gegründeten Fachoberschulen in Bayern. Ende der 1970er-Jahre zog die Schule in den heute genutzten Bau im Stadtteil Hochfeld um, der ursprünglich für 1300 Schüler konzipiert war. Trotz der Gründung weiterer Fachoberschulen in den Augsburger Nachbarstädten Friedberg und Neusäß wurde die Schule, Stand 2011, von etwa 1700 Schülern besucht. Die Berufsoberschule war bis zu einer Strukturreform im Jahre 1997 in städtischer Hand, wurde dann aber in die gemeinsame Fachoberschule und Berufsoberschule eingegliedert. Die Ausbildungsrichtung „Technik“ verblieb als Städtische Berufsoberschule Augsburg unter Führung der Stadt Augsburg.
Seit dem Schuljahr 2013/14 wurde an der Fachoberschule die Ausbildungsrichtung „Internationale Wirtschaft“ angeboten, zunächst im Schulversuch. Später bot auch die Berufsoberschule diese Ausbildungsrichtung an.

## Bekannte Lehrer und Schüler
- Cornelia Brader (* 1974), ehemalige Schülerin an der Fachoberschule, Künstlerin und Bildhauerin
- Michael Maschka (* 1962), ehemaliger Schüler an der Fachoberschule, Kunstmaler, Bildhauer, Grafiker und Designer
- Christian Schmiedbauer (* 1976), Lehrer an der Fachoberschule, unter dem Pseudonym „Landrömer“ Comiczeichner und Grafiker
- Peter Tomaschko (* 1973), ehemaliger Schüler an der Fachoberschule, Landtagsabgeordneter der CSU
- Karl Vogele (* 1940), ehemaliger Lehrer an der Fachoberschule, Politiker der CSU